# Конгаз
Конга́з (рум. Congaz, гаг. Kongaz) — село (гагаузи відносять до рівня міста) Комратського округу Гагаузії Молдови, утворює окрему комуну.
Село розташоване на річці Великий Ялпуг. За кількістю населення в понад 12 тисяч осіб, село є найбільшим в Молдові. В селі працюють 12 підприємств, серед яких філіал фабрики ТОВ «Асена-Текстиль», виноробний завод ТОВ «Текка», ковбасний цех ТОВ КСТЕГ, 4 борошномельні, меблевий цех ТОВ «Каріф-Мобіла», швейний цех ТОВ «Магвілд», олійня та хлібопекарня.
В Конгазі діють 6 дитячих садочків на 730 місць, 5 шкіл на 2,4 тисяч учнів, поліклініка на 200 клієнтів за зміну, лікарня на 27 місць, центр сімейної медицини, спортивна школа та 2 стадіони. Функціонують 2 бібліотеки, будинок культури, кінотеатр, шаховий клуб, молодіжний центр, філіал Комратської музичної школи. Протяжність асфальтованих вулиць — 8 км, вкритих щебенем — 23 км. Загальна протяжність газопроводів — 0,7 км, водопроводів — 33 км. Функціонує 5 артезіанських свердловин.

## Відомі особи
В селі народились:
- Дем'ян Карасені — гагаузький політик
- Михайло Кендігелян — голова парламенту Гагаузії в 1999—2002 роках
- Степан Єсір — голова парламенту Гагаузії в 2003 році

Населення утворюють в основному гагаузи — 11849 осіб, живуть також молдовани — 149, росіяни — 128, українці — 91, болгари  — 62.